# Tyconius
Tyconius, neve Tychonius, Ticonius formában is előfordul (aktív kb. 370 és 390 között) ókeresztény író.

## Élete
Nagyon kevés adat ismert az életéről. A 4. században élt a mai Észak-Afrika területén. Tyconius a donatisták szektáját követte, ugyanakkor bírálta azok ekkléziológiai elveit. (A donatisták arról voltak nevezetesek, hogy a korábbi keresztényüldözéseknél hitüket megtagadók később egyházi vezetői pozícióba kerülését ellenezték.) Nézetei miatt 380-ban egy donatista zsinat el is ítélte.
Tyconius rossz szemmel nézte, egyenesen sátáninak tartotta a kereszténység 313 (milánói ediktum) utáni, a Római Birodalomban szabad vallásgyakorlás során engedélyezett (később államvallásá váló) fejlődését. A fentiek mellett ez volt az amiben egyetértett a donatistákkal és Parmenius nevű püspökükkel. Ugyanakkor abban nem, hogy minden nem donatista hitehagyó egyben: azaz bírálta a donatisták tudatos elkülönülését a „bűnös egyháztól”. Éppen ezért a korában sajátos, egyéni gondolkodónak volt tekinthető.

## Művei
A 4. század végén írta meg Liber reguralum (Szabályok könyve) című, latin nyelvű munkáját. Az írást a legelső, nyugati keresztény hermeneutikai műként tartják számon. A mű tulajdonképpen a bibliai Jelenések könyve egyfajta kommentárja, azonban nem történeti és eszkhatologikus, hanem spirituális és tipologikus szempontú. (Ezzel együtt Tyconius várta, még pedig saját korában a Jelenések könyvében leírt próféciák beteljesedését.)
Tyconius könyvének hermeneutikáját Szent Ágoston vette át részben később De doctrina című művében (III.30-37.).
A Liber reguralum először a reformáció idején Baselben jelent meg. Első kritikai kiadására 1894-ben került sor, bár korábban megjelent a Patrologia Latina sorozatban is (18. kötet, 15-66. oszlopok).
Kortársai tudtak még De bello intestino (370) és Expositiones diversarum causarum (375) című írásairól, ezek azonban a későbbi évszázadok során elpusztultak.

## Magyar nyelvű fordítás
- Tyconius: Szabályok könyve – Liber Regularum Tyconii (ford. Czachesz István), Hermeneutikai Kutatóközpont, Budapest, 1997, ISSN 1218-3407 (Hermeneutikai Füzetek 12.)

## Egyéb irodalom
- (szerk.) Fabiny Tibor: Tyconius tanulmányok, Hermeneutikai Kutatóközpont, Budapest, 2001, ISBN 9789637957000 (Hermeneutikai Füzetek 26.)
- Magyar katolikus lexikon I–XVII. Főszerk. Diós István; szerk. Viczián János. Budapest: Szent István Társulat. 1993–2014.  ISBN 963-361-626-3